# Phanaeus meleagris
Phanaeus meleagris là một loài bọ cánh cứng trong họ Bọ hung (Scarabaeidae).